# Азијски рагби шампионат
Азијски рагби шампионат је рагби јунион такмичење у коме учествују азијске рагби репрезентације.

## Историја
Такмичење се игра од 1969. али се временом мењао формат, највише успеха је до сада имао Јапан.

## Дивизије
Три нације
Јапан 
Хонгконг
Јужна Африка
Дивизија 1
Казахстан
Филипини
Сингапор
Шри Ланка
Дивизија 2
Кинески Тајпеј
Малезија
Тајланд
Уједињени Арапски Емирати
Дивизија 3 исток
Кина
Гијам
Индонезија
Дивизија 3 запад
Иран
Јордан
Либан
Дивизија 3 јужно централна
Индија 
Пакистан
Узбекистан
Дивизија 4
Авганистан
Камбоџа
Брунеји
Киргистан
Лаос
Макау
Монголија 
Непал